# Escallonia megapotamica
Escallonia megapotamica är en tvåhjärtbladig växtart som beskrevs av Spreng.. Escallonia megapotamica ingår i släktet Escallonia och familjen Escalloniaceae. Utöver nominatformen finns också underarten E. m. spiraeifolia.